# Älvestjärnen
Älvestjärnen är en sjö i Bergs kommun i Jämtland och ingår i Indalsälvens huvudavrinningsområde. Sjön har en area på 0,0694 kvadratkilometer och ligger 519,4 meter över havet.

## Delavrinningsområde
Älvestjärnen ingår i det delavrinningsområde (697912-141894) som SMHI kallar för Ovan Tvärån. Medelhöjden är 518 meter över havet och ytan är 34,15 kvadratkilometer. Räknas de 7 avrinningsområdena uppströms in blir den ackumulerade arean 114,14 kvadratkilometer. Hovermoån (Högån) som avvattnar avrinningsområdet har biflödesordning 2, vilket innebär att vattnet flödar genom totalt 2 vattendrag innan det når havet efter 297 kilometer. Avrinningsområdet består mestadels av skog (74 procent) och sankmarker (20 procent). Avrinningsområdet har 0,07 kvadratkilometer vattenytor vilket ger det en sjöprocent på 0,2 procent.